# Шмиц, Джеймс

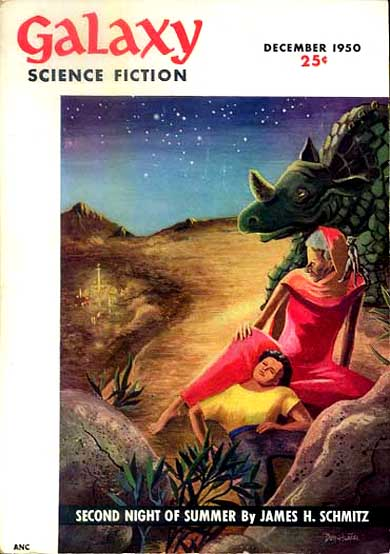
Обложка "Galaxy", декабрь 1950 года

Джеймс Генри Шмиц (англ. James Henry Schmitz 15 октября 1911, Гамбург — 18 апреля 1981, Лос-Анджелес) — американский писатель-фантаст. Писал в основном в жанре космической оперы. В 2005 году российское издательство «АСТ» выпустило трёхтомник, в который полностью вошли циклы об Агенте Веги и Федерации Средоточия. Книги называются «Разные лики Пси», «Экологическое равновесие» и «В Ядре Звёздного Скопления».

## Биография
Шмиц родился в Гамбурге, Германская империя, в американской семье, и рос, говоря на двух языках. Получил образование в реальной гимназии в Гамбурге. Семья провела Первую мировую войну в США, затем вернулась в Германию. Шмиц переехал в Чикаго в 1930 году, чтобы поступить в бизнес-школу, а затем перешел на заочный курс журналистики. Не сумев найти работу из-за Великой депрессии, он вернулся в Германию, чтобы работать в компании отца. Шмиц жил в разных немецких городах, где работал в International Harvester Company, пока его семья не уехала из страны незадолго до начала Второй мировой войны.
Во время Второй мировой войны Шмиц служил аэрофотофотографом в Тихом океане для ВВС Соединённых Штатов. После войны он вместе со своим шурином управлял бизнесом по производству трейлеров, пока не закрыли его в 1949 году. После войны он поселился в Калифорнии, где прожил до самой смерти.
Шмиц скончался от застойной лёгочной недостаточности 18 апреля 1981 года после пятинедельного пребывания в больнице в Лос-Анджелесе. Дочь писателя — писатель-фантаст Мерседес Лэки.

## Творческое наследие
Первым опубликованным рассказом Шмица стал «Зеленолицый». В августе 1943 года эта история об отвратительном яйцевидном монстре, нарушившем покой рыболовного лагеря, была опубликована в журнале Unknown. Несколько лет спустя он не писал, а с 1949 года его фантастические рассказы один за другим начали появляться в журналах.
В 1950-х перебивался случайной работой, публиковал фантастические рассказы, продававшиеся в основном в журналах Galaxy Science Fiction и Astounding Science-Fiction.
В 1960 году выходит его первая книга — сборник из четырех взаимосвязанных рассказов «Агент Веги», в которой секретные агенты с невероятными умственными способностями борются с врагами Конфедерации Веги, но популярность писателю принес цикл романов и рассказов «Федерация Сосредоточия». Действие в них происходит в 3500-х годах, Федерация управляется Сверхправительством, включающим представителей всех разумных рас населенной Галактики. Подциклом этой серии являются произведения о девушке Телзи Амбердон , которые не соответствовали стереотипу «дева в беде», типичном для научной фантастики того времени. Она была молодым агентом-телепатом из психологической разведки Сверхправительства. Цикл о Телзи начался рассказом «Новичок», вышедшим в июне 1962 года, а сама героиня была аналогом Маугли из книги Редьярда Киплинга, только женского пола. Героиня повестей и рассказов в раннем детстве узнает, что у нее способности к телепатии и даже ксенотелепатии, она может мысленно связываться с любыми разумными существами.
Самым известным произведением писателя стал роман «Ведьмы Карреса», который был номинирован на премию «Хьюго» за лучший роман в 1967 году. В книге действуют три девочки-экстрасенсы, спасённые капитаном звездолета от рабства. Сюжет произведения возник у писателя в феврале 1949 года с совершенно прозаической картины, когда Шмиц в окно увидел четырех девочек, шествующих по улице двумя парами. Этот пейзаж натолкнул писателя на размышления, в результате чего появилась повесть «Ведьмы Карреса». Редактор Стерлинг Ланье принудил Шмица переписать повесть в роман. Роман, посвященный племяннице писателя, «очень славной маленькой ведьме по имени Сильвия Энн Томас» очень понравился читателям. Он неоднократно переиздавался и был переведен на множество языков. Но издательство «Chilton» после публикации «Ведьм Карреса» прекратило издавать фантастику, поэтому идея авторского продолжения так и осталась неосуществленной.
Грег Фаулкс, главный редактор Resurrected Press, говорил: «В 50-х и 60-х годах „космическая опера“ и Джеймс Г. Шмиц были почти синонимами. Он был знаменит своими рассказами о межзвездных секретных агентах и галактических преступниках, и особенно о таких героинях, как Тэлзи Амбердон и Триггер Арджи. Многие из этих персонажей обладали усиленными „псионическими“ способностями, которые позволяли им использовать свой разум, а также оружие, чтобы помешать своим врагам. Все они были находчивы в лучших героических традициях.»

## Посмертные переиздания
Десять лет спустя, в 1991 году, вышел сборник избранных повестей и рассказов «Лучшее Джеймса Шмица» под редакцией Марка Олсона. В 1997 году Гарри Эрвин организовал электронную рассылку в Интернете для людей, интересующихся творчеством Джеймса Шмица. Одним из таких стал издатель Джим Бейн, начавший переиздавать произведения любимого писателя. Таким образом, в издательстве «Baen Books» вышло четырехтомное собрание сочинений и несколько отдельных книг Шмица.
В 2004 году издательством Baen Books было опубликовано продолжение «Ведьм Карреса», роман The Wizard of Karres, написанный Мерседес Лэки, Эриком Флинтом и Дэвидом Фриром , в котором фигурируют те же герои, что и в оригинальном романе. Следующая книга, The Sorceress of Karres, написанная Эриком Флинтом и Дэвидом Фриром, была опубликована Simon & Schuster в 2010 году и продолжает историю возвращением большинства персонажей. Третье продолжение, The Shaman of Karres, написанное Эриком Флинтом и Дэвидом Фриром, было опубликовано издательством Baen Books в 2020 году.

## Произведения
Полный список произведений автора представлен в Лаборатории Фантастики: https://fantlab.ru/autor797.